# 寸灘長江大橋

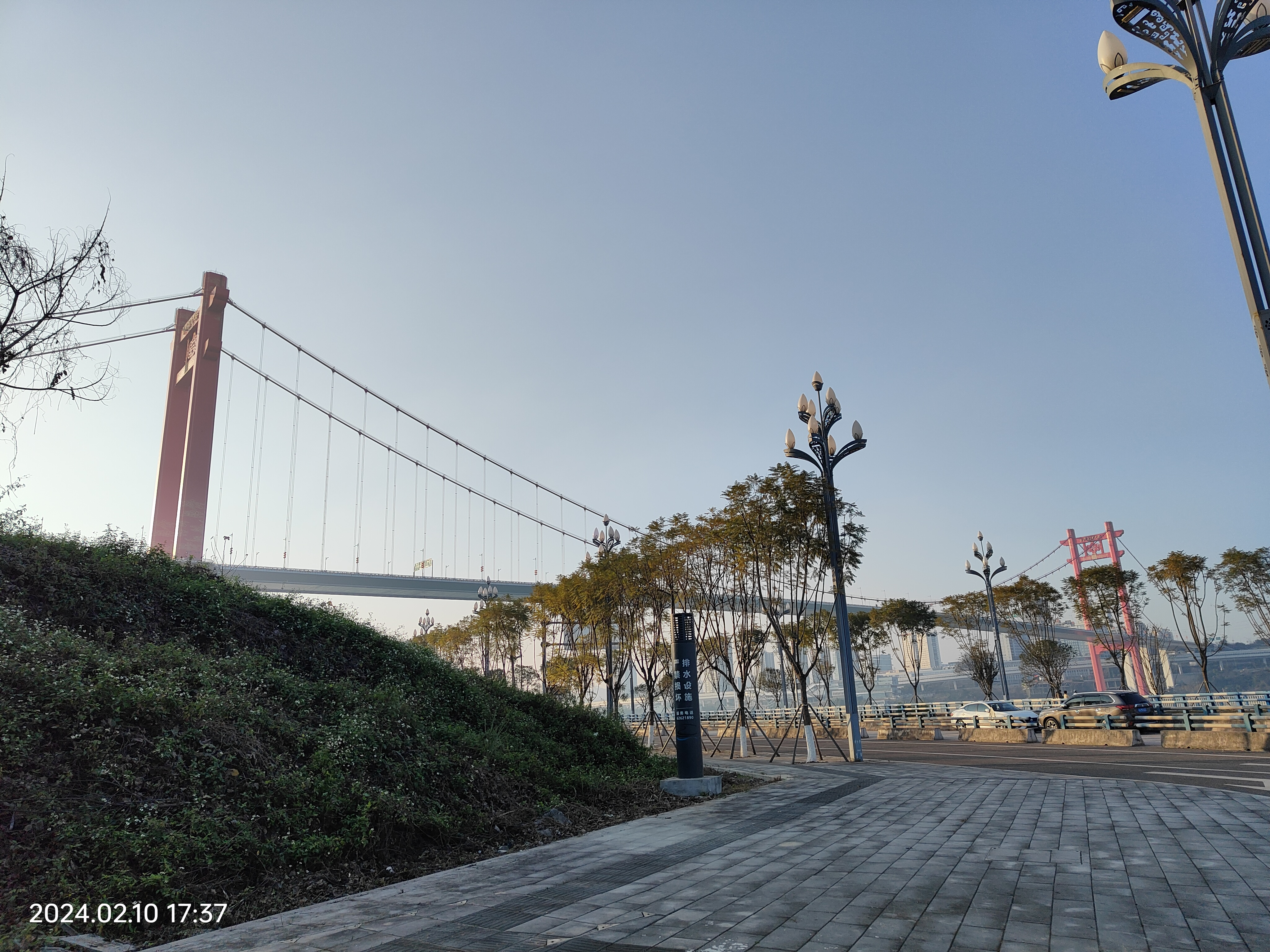
寸灘長江大橋

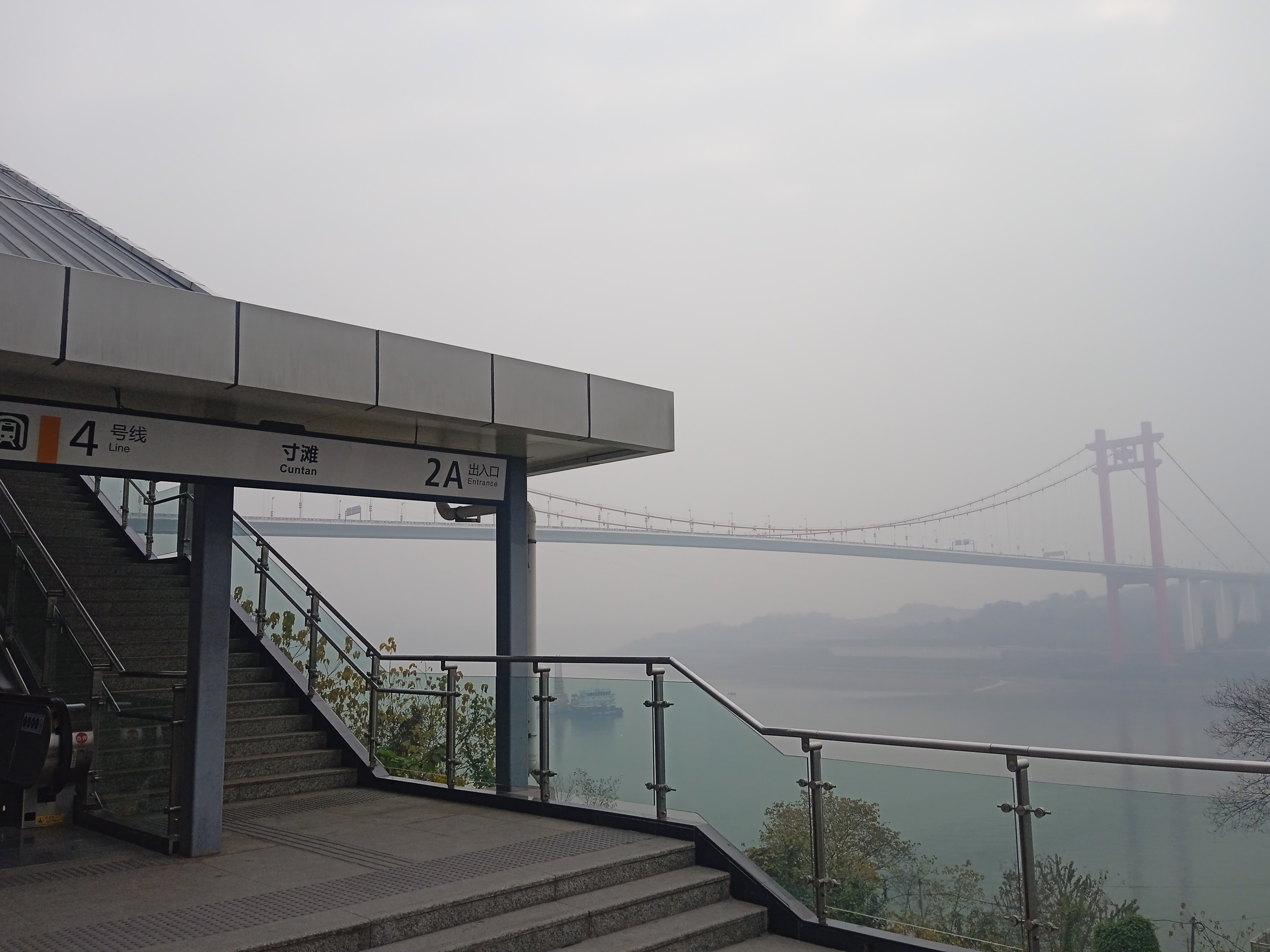
重庆轨道交通4号线寸滩站的2A出入口，背景是寸灘長江大橋

寸灘長江大橋是重慶市的一座跨長江橋樑，北端位於江北區，南端位於南岸區彈子石，主跨880米。

## 技术参数
是重慶機場專用快速路（渝航大道）南段的過江通道。南起彈子石美心基地，跨越長江後，北接渝長高速跑馬坪立交，全長1.6公里，主橋為跨徑880米的雙塔單跨懸索橋，設計行車速度80公里/小時。2017年12月31日通车。